# バレーボールアメリカ合衆国女子代表

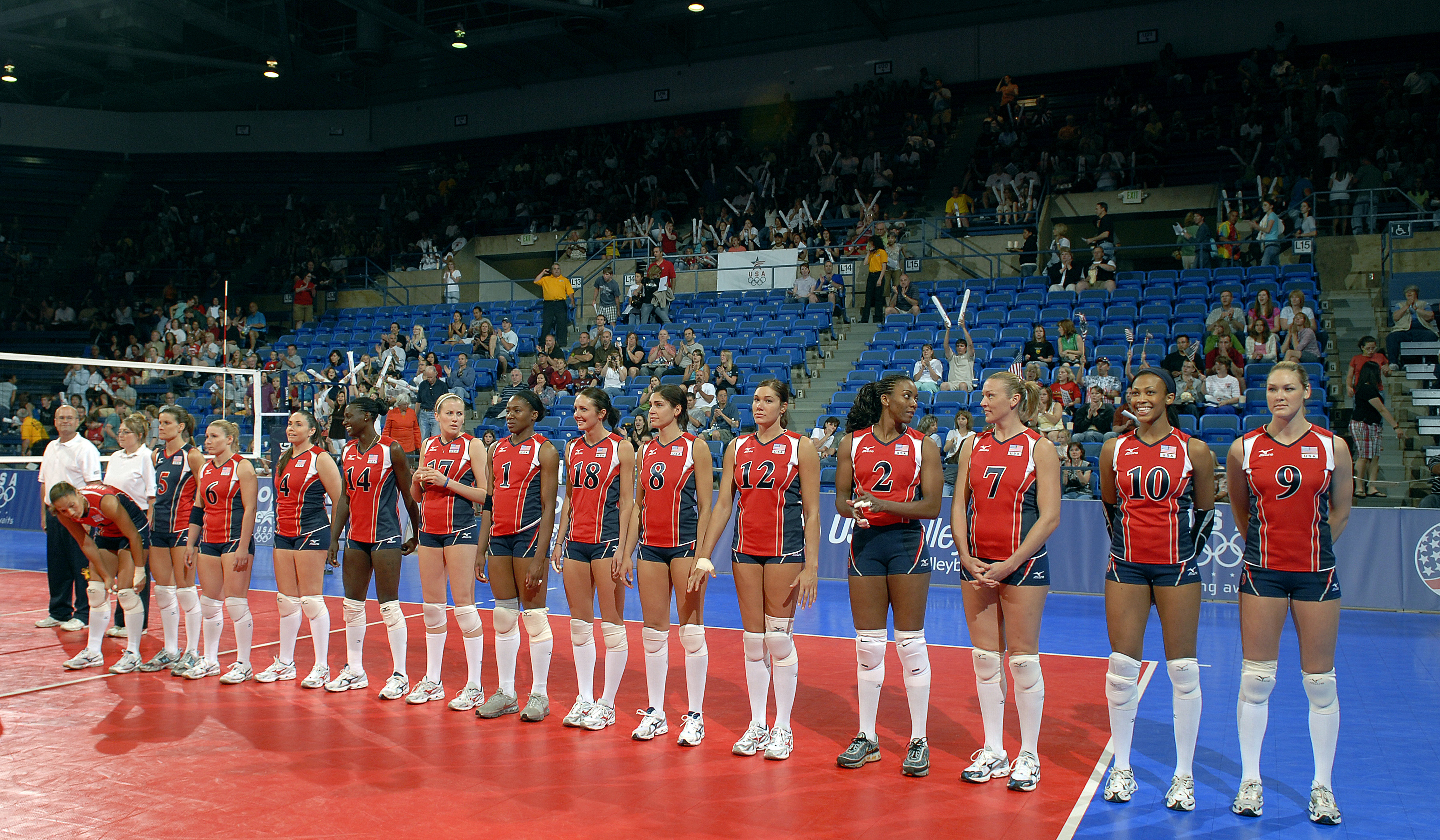
2008年アメリカ合衆国女子代表

バレーボールアメリカ合衆国女子代表（バレーボールアメリカがっしゅうこくじょしだいひょう、英語: United States women's national volleyball team）は、バレーボールの国際大会で編成されるアメリカ合衆国の女子バレーボールナショナルチーム。
1947年に国際バレーボール連盟へ加盟。

## 歴史
バレーボールの母国として知られるアメリカであるが国内リーグがないため（リーグは何度も創設されたが、どれも長続きせず）、国外のリーグでプレーする選手以外は協会主催のトライアウトで合格した選手で編成される。
2000年シドニー五輪の準々決勝で韓国をフルセットの末に勝利しベスト4に入ったが、ロシア、ブラジルに敗れメダルを逃した。
2001年に吉田敏明監督が就任し、同年のワールドグランプリにおいて下馬評を覆し2度目の優勝を飾る。2002年の世界選手権で予選ラウンドから好調を維持し、準決勝でロシアを下し、世界三大大会初制覇に王手をかけたが、決勝でイタリアに2-3で敗れ銀メダルとなった。
2004年にFIVBの世界ランキングで1位に登りつめた。アテネオリンピックでは、日本人監督の吉田敏明が指揮を執り5位入賞となった。
2005年から、元中国代表エースアタッカーの郎平が指揮を取る。同年のワールドグランプリは8位と苦しい船出となったが、北中米選手権で優勝、ワールドグランドチャンピオンズカップで準優勝した。若手の起用が目立った翌年の世界選手権は9位と低迷した。
2007年北中米選手権でライバルのキューバに2-3で敗れたが、同年のワールドカップでキューバ、ブラジルなどを接戦の末、下すなど開幕から8連勝と勢いに乗り最終的に銅メダルを獲得し、北京五輪の出場権を獲得した。
2008年北京オリンピック予選リーグでは開催国かつ監督の母国である中国と対戦し、フルセットを制した。決勝トーナメントでは準々決勝でイタリア、準決勝でキューバを破り、決勝へ進出。世界ランク1位のブラジルに3-1で敗れ銀メダルに終わったものの、バルセロナオリンピックの銅メダル以来4大会ぶりのメダルを獲得した。
2008年12月15日、北京オリンピックでアメリカ男子代表を20年ぶりの金メダルへと導いたヒュー・マッカーチョンが代表監督に就任。
2009年から新体制がスタートし、北京五輪で主力であったベテラン勢が外れ、若手が多く起用された。同年のワールドグランプリでは予選ラウンド敗退、北中米選手権では4位とメダルを逃す結果に終わった。そこから、デスティニー・フッカー、フォルケ・アキンラデウォら期待の新戦力の台頭により、2010年には5年ぶりに出場したモントルーバレーマスターズで準優勝、ワールドグランプリでは決勝ラウンドにおいて全勝し、同大会で9年ぶりに優勝した。同年10-11月の世界選手権で予選ラウンドを全勝で突破し、準決勝に進出したがロシアに敗れ、3位決定戦で日本に2-3で敗戦を喫し4位だった。
2011年、ワールドグランプリで予選ラウンドでセルビアに敗れるも2位で通過、決勝ラウンドでブラジル、セルビアに雪辱を果たし2大会連続優勝を飾り同大会で4回目の頂点に立った。同年11月のワールドカップでは初戦でブラジルを下し好スタートを切るも、中盤でドイツ、最終戦で日本にストレートで敗れてイタリアに女王の座を奪われた。
2012年、ワールドグランプリで3連覇を達成した。同年8月、ロンドンオリンピック決勝でまたもブラジルに苦杯を喫し、初優勝はならなかった。
2014年の世界選手権において、準決勝で宿敵ブラジルを撃破し決勝でも中国に3-1で勝利。三大大会では初となる悲願の優勝を手にした。
2016年のリオデジャネイロオリンピックにおいて、決勝トーナメント準決勝でセルビアと対戦しフルセットの末に敗れはしたものの、3位決定戦でオランダを下し、銅メダルを獲得している。
2021年の東京オリンピックでは決勝でブラジルをストレートで下し、オリンピック悲願の金メダル獲得を果たした。
2024年のパリオリンピックでは決勝でイタリアにストレートで敗れて、銀メダルを獲得している。

## 過去の成績

### オリンピックの成績
| - 1964年 - 5位 - 1968年 - 8位 - 1972年 - 不参加 - 1976年 - 不参加 - 1980年 - 不参加 - 1984年 - 銀メダル | - 1988年 - 7位 - 1992年 - 銅メダル - 1996年 - 7位 - 2000年 - 4位 - 2004年 - 5位 - 2008年 - 銀メダル | - 2012年 - 銀メダル - 2016年 - 銅メダル - 2020年 - 金メダル - 2024年 - 銀メダル |

### 世界選手権の成績
| - 1952年 - 不参加 - 1956年 - 9位 - 1960年 - 6位 - 1962年 - 不参加 - 1967年 - 銀メダル - 1970年 - 11位 - 1974年 - 12位 | - 1978年 - 5位 - 1982年 - 銅メダル - 1986年 - 10位 - 1990年 - 銅メダル - 1994年 - 6位 - 1998年 - 13位 - 2002年 - 銀メダル | - 2006年 - 9位 - 2010年 - 4位 - 2014年 - 金メダル - 2018年 - 5位 - 2022年 - 4位 |  |

### ワールドカップの成績
| - 1973年 - 6位 - 1977年 - 7位 - 1981年 - 4位 - 1991年 - 4位 - 1995年 - 7位 - 1999年 - 9位 | - 2003年 - 3位 - 2007年 - 3位 - 2011年 - 準優勝 - 2015年 - 3位 - 2019年 - 準優勝 |  |

### 北中米選手権の成績
| - 1969年 - 3位 - 1973年 - 3位 - 1975年 - 準優勝 - 1977年 - 準優勝 - 1979年 - 準優勝 - 1981年 - 優勝 - 1983年 - 優勝 - 1985年 - 準優勝 - 1987年 - 準優勝 | - 1989年 - 3位 - 1991年 - 準優勝 - 1993年 - 準優勝 - 1995年 - 準優勝 - 1997年 - 準優勝 - 1999年 - 準優勝 - 2001年 - 優勝 - 2003年 - 優勝 - 2005年 - 優勝 | - 2007年 - 準優勝 - 2009年 - 4位 - 2011年 - 優勝 - 2013年 - 優勝 - 2015年 - 優勝 - 2017年 - 不参加(リオ五輪金メダルのため) - 2019年 - 準優勝 - 2021年 - 4位 - 2023年 - 準優勝 |

## 現在の代表
2024年パリオリンピックに登録されたメンバー。
| 監督                  | カーチ・キライ                   | カーチ・キライ | カーチ・キライ | カーチ・キライ                               | カーチ・キライ | カーチ・キライ |
| No.                   | 選手名                           | シャツネーム   | 身長           | 2023-24所属チーム                            | P              | 備考           |
| 1                     | マイカ・ハンコック               | Hancock        | 180            | VBC Casalmaggiore                            | S              | (A)            |
| 2                     | ジョーディン・ポールター         | Poulter        | 188            | AGIL Vollley                                 | S              | キャプテン     |
| 3                     | エイブリー・スキナー             | Skinner        | 186            | Chieri '76                                   | OH             |                |
| 4                     | ジャスティン・ウォン＝オランテス | Wong           | 168            | SCポツダム                                   | L              |                |
| 6                     | モーガン・ヘンツ                 | Hentz          | 175            | アトランタ・バイブ                           | L              | (A)            |
| 7                     | ローレン・カーリニ               | Carlini        | 185            | VBC Casalmaggiore                            | S              |                |
| 10                    | ジョーダン・ラーソン             | Larson         | 188            | Unione Sportiva Pro Victoria Pallavolo Monza | OH             |                |
| 11                    | アンドレア・ドルーズ             | A.Drews        | 191            | JTマーヴェラス                               | OP             |                |
| 12                    | ジョーダン・トンプソン           | Thompson       | 193            | ワクフバンクSK                               | OP             |                |
| 13                    | サラ・ウィルハイト               | Willhite       | 188            | クゼイボル・スポーツクラブ                   | OH             | (A)            |
| 14                    | アンナ・ホール                   | Hall           | 187            | Cuneo Granda Volley                          | MB             | (A)            |
| 15                    | ヘイリー・ワシントン             | Washington     | 193            | Pallavolo Scandicci                          | MB             |                |
| 16                    | ダナ・レットケ                   | Rettke         | 206            | Unione Sportiva Pro Victoria Pallavolo Monza | MB             |                |
| 22                    | キャサリン・プラマー             | Plummer        | 198            | エジザージュバシュ                           | OH             |                |
| 23                    | ケルシー・ロビンソン             | Robinson       | 188            | イモコ・バレー・コネリアーノ                 | OH             |                |
| 24                    | チアカ・オグボグ                 | Ogbogu         | 188            | ワクフバンクSK                               | MB             |                |
| 29                    | カリア・ラニアー                 | Lanier         | 186            | イモコ・バレー・コネリアーノ                 | OH OP          | (A)            |
| (A)は代替選手を指す。 |                                  |                |                |                                              |                |                |

## 歴代監督
- アリー・セリンジャー （1975-1984年）
- タラス・リスケビッチ（英語版） （1985-1996年）
- ミック・ヘイリー（英語版） （1997-2000年）
- 吉田敏明 （2001-2004年）
- 郎平 （2005-2008年）
- ヒュー・マッカーチョン （2008-2012年）
- カーチ・キライ （2012-2024年）
- エリック・サリバン（英語版）（2025年-）

## 歴代代表選手
★マークはバレーボール殿堂入りのプレーヤー。
| - フローラ・ハイマン★ - リタ・クロケット★ - カレン・ケムナー★ - ポーラ・ワイショフ★ - タラ・クロス＝バトル★ - ダニエル・スコット★ - ローガン・トム★ - キム・オーデン - エレーナ・オーデン - ビバリー・オーデン - ローズ・メジャーズ - スーザン・ウッドストラ - ヨーコ・ゼッターランド - タミー・ライリー - プリケバ・フィップス - アリソン・ウェストン - ロビン・オーモー＝サントス - サラ・ノリエガ - テリーズ・クロフォード - ステーシー・シコラ - デメトリア・サンス - ケリー・ウォルシュ - ヘザー・バウン - エリザベス・バックマン - ナンシー・メトカフ - タイーバ・ハニーフ - リンゼイ・バーグ - キム・ウィロビー - サラ・ドゥルリー - キャサリーン・オルソフスキー | - ニコル・デービス - ジェニファー・タマス - オガナ・ナマニ - リーガン・フッド - キンバリー・グラース - コートニー・トンプソン - クリスティン・ヒルデブランド - ジョーダン・ラーソン - クリスタ・ハーモット - ニコル・フォーセット - シンシア・バルボッサ - フォルケ・アキンラデウォ - デスティニー・フッカー - タマリ・ミヤシロ - ローレン・パオリーニ - アリーシャ・グラス - メーガン・ホッジ - ローレン・ギブマイヤ - カーリー・ロイド - アレクサンドラ・クラインマン - メアリー・スパイサー - ジュリアン・フォーセット - ケリー・マーフィー - ケイラ・バンワース - ミシェル・バーチ＝ハックリー - レイチェル・アダムズ - カースティ・ジャクソン - モリー・クレクロウ - ケルシー・ロビンソン - テトリ・ディクソン | - マイカ・ハンコック - カースタ・ロウ - ナタリー・ハグランド - アンドレア・ドルーズ - マディソン・リッシェル - ローレン・カーリニ - アシュリー・エバンス - チアカ・オグボグ - ヘイリー・ワシントン - ジャスティン・ウォン＝オランテス - サラ・ウィルハイト - ハンナ・タップ - アレクサンドラ・フランティ - ダニエル・カッティーノ - ジョーディン・ポールター - ジョーダン・トンプソン - ジェナ・グレイ - カラ・バジェマ - モーガン・ヘンツ - キャサリン・プラマー - カリア・ラニアー - ダナ・レットケ - ブリオンヌ・バトラー - エイブリー・スキナー - アンナ・ホール - ゾーイ・ジャーヴィス - セイジ・カアハアイナ＝トーレス - マディセン・スキナー - サラ・フランクリン - レイチェル・フェアバンクス |

オリンピック出場歴3大会以上のプレーヤー
| 回数 | 選手名                     | オリンピック出場年                     |
| 5回  | ダニエル・スコット         | 1996年・2000年・2004年・2008年・2012年 |
| 4回  | タラ・クロス＝バトル       | 1992年・1996年・2000年・2004年         |
| 4回  | ローガン・トム             | 2000年・2004年・2008年・2012年         |
| 4回  | ジョーダン・ラーソン       | 2012年・2016年・2020年・2024年         |
| 3回  | ロビン・オーモー＝サントス | 2000年・2004年・2008年                 |
| 3回  | リンゼイ・バーグ           | 2004年・2008年・2012年                 |
| 3回  | ヘザー・バウン             | 2000年・2004年・2008年                 |
| 3回  | タイーバ・ハニーフ         | 2004年・2008年・2012年                 |
| 3回  | カレン・ケムナー           | 1988年・1992年・1996年                 |
| 3回  | タミー・ライリー           | 1988年・1992年・1996年                 |
| 3回  | ステーシー・シコラ         | 2000年・2004年・2008年                 |
| 3回  | ポーラ・ワイショフ         | 1984年・1992年・1996年                 |
| 3回  | フォルケ・アキンラデウォ   | 2012年・2016年・2020年                 |
| 3回  | ケルシー・ロビンソン       | 2016年・2020年・2024年                 |